# Robert Dinesen
Pour les articles homonymes, voir Dinesen.
Robert Dinesen, né le 23 octobre 1874 à Copenhague et mort le 8 mars 1972 à Berlin, est un acteur, réalisateur de cinéma et scénariste danois.
Il est une figure de proue de l’âge d’or du cinéma nordique comme le furent également Alfred Lind, August Blom et Holger-Madsen.
À une époque où le Danemark représentait à cette époque un réel pouvoir dans l’industrie cinématographique muette, il réalise  pour le cinéma  quelques mélodrames et vieilles légendes danoises ; il tourne dans les années 1920 des films en Allemagne, sans grande inspiration.
Une grande partie de ses films sont aujourd'hui perdus.

## Filmographie

### Acteur

#### Cinéma
- 1911 : Den farlige leg : Erik
- 1911 : En bryllupsaften : Johan - Bridegroom
- 1911 : Ungdommens Ret : Ove Søtoft
- 1912 : Den kære Afdøde : Otto Bang - Artist
- 1912 : Det farlige Spil : Lt. Roberts
- 1912 : Dyrekøbt Venskab : Ralf - Officer
- 1912 : Dødens brud : Tage Hennings
- 1912 : The Vampire Dancer : Oscar Borch
- 1913 : Den kvindelige dæmon : Oliver - Policeofficer
- 1913 : Den tredie magt : Grev von Hintz
- 1913 : Djævelens datter : Gabriel Toqurni - Sculptor
- 1913 : Hjælpen : Axel Pfalz - Artist
- 1913 : Manden med Kappen : Dr. Robert Sperling
- 1913 : Paa Vildspor
- 1914 : Gar el Hama III : Lt. Erskin
- 1915 : Den sidste Nat : Poul Wilde - Sculptor
- 1915 : Fader og søn
- 1915 : For Lykke og Ære : George Dupont
- 1915 : Kvinden, han frelste : Philippe de Gardien
- 1915 : Om kap med døden : Kobel
- 1915 : Slangeøen
- 1916 : Blandt Samfundets Fjender : Harald Bagger
- 1916 : For hendes Skyld : James Josty
- 1916 : Gar el Hama IV : Sam Blinkton - Détective
- 1916 : Kornspekulantens Forbrydelse : Dr. Elsner
- 1917 : Den ny Rocambole : Dr. Greiber
- 1918 : De skraa Brædder : Hans Funk
- 1918 : Kammerpigen : Henrik Bugge
- 1919 : Gøglerbandens adoptivdatter : Walter Murray
- 1919 : Konkurrencen : Dr. Vagn Martens
- 1919 : Livets Omskiftelser : Teggy
- 1920 : En Skuespillers Kærlighed
- 1923 : Tatjana : Fürst Boris Orloff

#### Courts-métrages
- 1910 : The Woman Always Pays
- 1911 : The Four Daredevils
- 1912 : Brilliantstjernen
- 1912 : His First Patient
- 1912 : Hjærternes kamp
- 1912 : Montmartrepigen
- 1912 : The Airship Fugitives
- 1912 : The Black Chancellor
- 1912 : The Governor's Daughter
- 1912 : Vanquished
- 1913 : Flugten gennem Luften
- 1913 : Hans vanskeligste Rolle

### Réalisateur

#### Cinéma
- 1912 : Den glade løjtnant
- 1913 : Den kvindelige dæmon
- 1913 : Djævelens datter
- 1913 : Hjælpen
- 1913 : Manden med Kappen
- 1913 : Scenen og livet
- 1914 : Arbejdet adler
- 1914 : Gar el Hama III
- 1914 : Helvedesmaskinen
- 1914 : In the Hour of Temptation
- 1914 : Midnatssolen
- 1914 : Moderen
- 1915 : A Woman's Honor
- 1915 : Den sidste Nat
- 1915 : En Død i Skønhed
- 1915 : Fader og søn
- 1915 : For Lykke og Ære
- 1915 : Kvinden, han frelste
- 1915 : Mit Fædreland, min Kærlighed
- 1915 : Om kap med døden
- 1915 : Slangeøen
- 1915 : The Folly of Sin
- 1915 : Zigøjnerblod
- 1916 : Blandt Samfundets Fjender
- 1916 : For hendes Skyld
- 1916 : For sin Dreng
- 1916 : Gar el Hama IV
- 1916 : Gar el Hama V
- 1916 : Kornspekulantens Forbrydelse
- 1916 : Letsindighedens Løn
- 1916 : Lyset og Livet
- 1916 : Mumiens Halsbaand
- 1917 : Den ny Rocambole
- 1917 : Favoriten
- 1917 : Hjertekrigen paa Ravnsholt
- 1917 : Hotel Paradis
- 1917 : Maharadjahens yndlingshustru I
- 1918 : De skraa Brædder
- 1918 : En Fare for Samfundet
- 1918 : For barnets skyld
- 1918 : Hendes Hjertes Ridder
- 1918 : Hjerteknuseren
- 1918 : I Opiumets Magt
- 1918 : Kammerpigen
- 1918 : Luksuschaufføren
- 1918 : Mands vilje
- 1918 : Sfinxenx Hemmelighed
- 1919 : Gøglerbandens adoptivdatter
- 1919 : Hvorledes jeg kom til Filmen
- 1919 : Jefthas dotter
- 1919 : Konkurrencen
- 1919 : Livets Omskiftelser
- 1920 : Frauen vom Gnadenstein
- 1921 : Der Leidensweg der Inge Krafft
- 1921 : Die Erbin von Tordis
- 1921 : Ilona
- 1922 : Tabea, stehe auf !
- 1922 : Ödets redskap
- 1923 : Tatjana
- 1924 : Claire
- 1924 : Malva
- 1924 : Thamar, das Kind der Berge
- 1925 : Au nom du Roi
- 1925 : Die Feuertänzerin
- 1925 : Wenn die Liebe nicht wär' !
- 1928 : Ariane, gagnant du grand prix
- 1928 : Die Hölle der Jungfrauen
- 1929 : Poupée d'un soir

#### Courts-métrages
- 1911 : Les Quatre Diables (da) (De fire Djævle)
- 1912 : Lynstraalen
- 1912 : Springdykkeren
- 1913 : Dramaet i den gamle Mølle
- 1913 : Døvstummelegatet
- 1913 : His Unknown Brother
- 1913 : The Grain Speculator
- 1913 : Through the Test of Fire
- 1913 : Under Blinkfyrets Straaler
- 1914 : Amors Krogveje
- 1914 : Den skønne Ubekendte
- 1914 : Et Kærlighedsoffer
- 1914 : Inderpigen
- 1914 : Millionær for en Dag
- 1914 : Tøffelhelten
- 1915 : I Farens Stund
- 1916 : Malkepigekomtessen

### Scénariste

#### Cinéma
- 1915 : Om kap med døden
- 1923 : Tatjana
- 1924 : Malva
- 1925 : Die Feuertänzerin
- 1925 : Wenn die Liebe nicht wär' !